# Andrena tomentosa
Andrena tomentosa là một loài Hymenoptera trong họ Andrenidae. Loài này được Morawitz mô tả khoa học năm 1878.